# РПЦЗ(В)
Ру́сская правосла́вная це́рковь заграни́цей под омофо́ром митрополи́та Вита́лия (Усти́нова), сокращённо РПЦЗ (В), официальное название Русская православная церковь заграни́цей; первоначально Русская православная церковь в изгна́нии, также упоминается как Мансонви́лльский раско́л) — православное объединение русской традиции, отколовшееся от Русской православной церкви заграницей (РПЦЗ) в результате острого конфликта ряда её клириков и мирян с руководством последней в 2000—2001 годах. Окончательно оформилась после непризнания идеологами РПЦЗ(В) избрания 24 октября 2001 года архиепископа Лавра (Шкурлы) новым первоиерархом РПЦЗ вместо митрополита Виталия (Устинова) и единоличного совершения 3 ноября 2001 года епископом Варнавой (Прокофьевым) «в присутствии митрополита Виталия, но без его личного участия» хиротонии архимандрита Сергия (Киндякова) в сан епископа.
Формально возглавлялась ушедшим на покой первоиерархом РПЦЗ митрополитом Виталием (Устиновым), который жил в Спасо-Преображенском скиту в Мансонвилле (Канада), где также располагался административный центр РПЦЗ(В). Приходы РПЦЗ(В) располагались главным образом во Франции, США, Канаде, России, Украине и Молдавии.
РПЦЗ(В) всё время существования отличалась нестабильностью и постоянными внутренними конфликтами, приводившими к уходу из неё многих её деятелей. Так, в 2004 году данную юрисдикцию покинул один из её основателей Варнава (Прокофьев). В 2006 году в результате непримиримых противоречий от РПЦЗ(В) отделились ряд клириков и мирян, образовавших Российскую православную церковь, а в 2007—2008 годах оставшиеся приходы разделились на сторонников епископов Владимира (Целищева), с одной стороны, и протоиерея Вениамина Жукова и епископа Антония (Рудея), с другой. В 2008 году епископ Владимир (Целищев), сохранивший за собой Спасо-Преображенский скит в Мансонвилле, при поддержке епископа Анастасия (Суржика) рукоположил новых епископов, после чего возглавляемая им юрисдикция стала именоваться РПЦЗ(В-В). Сторонников Антония (Рудея) стали именовать РПЦЗ(М), ИПЦМ или РПЦЗ(В-А). В дальнейшем все три «ветви», на которые распалась РПЦЗ(В), также дробились.

## История

### Предпосылки
Предпосылками для возникновения данного раскола стали прекращение контроля за церковной жизнью со стороны власти после распада СССР, а также изменения в жизни Русской православной церкви: массовое открытие новых приходов, появление информации о гонениях на верующих, канонизация ряда церковных деятелей, пострадавших от советской власти. Реакция на это была неоднозначной: одни деятели РПЦЗ всячески приветствовали подобные изменения, а другие по-прежнему критически воспринимали всё происходящее как в России, так и Русской православной церкви, настаивая на том, что там ничего не изменилось, и требовали от них покаяния в «сергианстве», экуменизме и прославления собора новомучеников и исповедников Российских.
Несмотря на то, что многие в РПЦЗ на протяжении 1990-х годов желали потепления отношений с Московским Патриархатом, этого не происходило главным образом из-за позиции Первоиерарха РПЦЗ митрополита Виталия (Устинова), который на протяжении десятилетий занимал жёстко ригористическую позицию неприятия любых форм сближения с Московской Патриархией. Его в этом вопросе сильнее всего поддерживали епископ Григорий (Граббе) и архиепископ Лос-Анджелесский Антоний (Синкевич). Однако в 1995 году скончался Григорий (Граббе), а в 1996 году — Антоний (Синкевич), после чего престарелый митрополит Виталий остался единственным непримиримым по отношению к Московскому Патриархату членом Архиерейского Синода РПЦЗ, однако в 1998 году он получил травму, после чего фактическое управление Русской Зарубежной Церковью перешло к епископам, которые не отличались подобной непримиримостью.
В то же время вокруг архиепископа Берлинского и Германского Марка (Арндта) стали объединяться те, кто был настроен на примирение с Московским Патриархатом. В 1993—1997 годах архиепископ Марк и некоторые клирики Германской епархии РПЦЗ с представителями Германской епархии Московского Патриархата, возглавляемые епископом Феофаном (Глинским). Подобные переговоры вызвали в среде РПЦЗ как одобрение, так и резкое недовольство. Как писал протоиерей Николай Артёмов, «в поступавших отрицательных откликах из среды Русской Зарубежной Церкви более всего поражало непонимание не только сути дела, но даже и формулировок. Заговорили даже не о переговорах (разумеется, недопустимых и не допущенных), а о неком „соглашении“, причём якобы составленном полностью в „экуменическом духе“, об „унии“»

### Начало раскола
Одним из центров формирующегося движения стала Западно-Европейская епархия РПЦЗ, правящий архиерей которой Серафим (Дулгов) из за болезни вынужден был отойти от дел. 17 июля 1999 года появилось письмо 12 клириков Западно-Европейской епархии, которые возражали против возможного назначения епископа Амвросия (Кантакузена) на данную кафедру в связи со слабым здоровьем епископа Серафима (Дулгова), который должен был уйти на покой. В письме подчёркивалось, «что Владыка Амвросий открыто провозглашает себя единомышленником Владыки Марка».
Архиерейский Синод РПЦЗ, заседавший 14 и 15 сентября 1999 года постановил предоставить архиепископу Серафиму длительный отпуск, а временное попечение о приходах епархии, согласно воле архиепископа Серафима, распределялось между его викариями: епископом Канским Варнавой (Прокофьевым), которому досталась Франция и Португалия и епископом Вевейским Амвросием (Кантакузеном), которому были отданы приходы в Бельгии, Голландии, Люксембурге, Италии и Швейцарии.
Хотя большинство из непримиримых священников служили во Франции, один из них, клирика храма-памятника Иова Многострадального в Брюсселе, Николай Семёнов, служил в Бельгии. Он категорически отказался признавать епископа Амвросия своим правящим архиереем. 15 января 2000 года епископ Амвросий (Кантакузен) издал указ о запрещении в служении священника Николая Семёнова. В конце января 37 клириков РПЦЗ написали открытое письмо на имя митрополита Виталия в защиту священника Николая Семёнова. Кроме того, в защиту Николая Семёнова было направлено несколько десятков писем в синод РПЦЗ и лично митрополиту Виталию.
13-16 августа 2000 года в Москве прошёл юбилейный Архиерейский собор Московского Патриархата, канонизировавший новомучеников и исповедников российских и принял «Основы социальной концепции», в которых декларировалась возможность несогласия с властью и возможность неподчинения ей, Архиерейский Собор РПЦЗ в том же году положительно оценил эти изменения, принял определённые меры для сближения с Московским Патриархатом как с подлинной Русской Церковью, для чего была создана специальная комиссия. Архиепископ Серафим (Дулгов) был отправлен на покой, а новым правящим Архиереем Западно-Европейской епархии был назначен Амвросий (Кантакузен). Решения собора вызвали резкий протест среди оппозиционных епископу Амвросию клириков и мирян РПЦЗ.
В середине февраля 2001 года епископ Варнава (Прокофьев) распространил письмо в редакцию «Вестника Германской епархии РПЦЗ», где он говорил, что вопреки публикации в «Вестнике», не ставил подпись под Посланием Архиерейского собора РПЦЗ от 26 октября 2000 года, а также отозвал свою подпись под письмом Архиерейского собора Патриарху Сербскому Павлу. Ранее свои подписи под ним отозвали епископы Симферопольский и Крымский Агафангел (Пашковский) и епископ Черноморский и Кубанский Вениамин (Русаленко). 4 июня к ним присоединился и архиепископ Одесский и Тамбовский Лазарь (Журбенко).
20 февраля 2001 года в Лионе под председательством епископа Варнавы собрались клирики Западно-Европейской епархии, не признавшие назначения епископа Амвросия. Было решено отказаться от поездки в Синод и к митрополиту Виталию с очередным ходатайством об отмене решения Архиерейского собора о назначении епископа Амвросия на Западно-Европейскую кафедру. Многочисленные ходатайства подобного рода, которые подавались ранее, оставались без рассмотрения.
28 февраля 2001 года епископ Варнава опубликовал обращение «ко всем чадам» РПЦЗ, самыми примечательными словами которого стало высказывание: «Я ограждаю себя, своё духовенство и паству от глаголемых епископов, „прежде соборного разсмотрения“ этого нового курса». Впрочем, комментируя свое Послание от 28 февраля, епископ Варнава сказал корреспонденту «Вертограда», что в настоящее время необходимо поминать Первоиерарха РПЦЗ митрополита Виталия, которого владыка Варнава никоим образом не считает «глаголемым епископом».
8 марта 2001 года клирики Западно-Европейской епархии, несогласные с назначением епископа Амвросия, обратились к епископу Варнаве с настоятельной просьбой возглавить «фактически вдовствующую» епархию, мотивируя это тем, что епископ Амвросий «подлежит церковному отлучению даже „прежде соборного рассмотрения“, в согласии с правилами Святой Православной Церкви и с анафемой на экуменическую ересь».
23 апреля 2001 года Архиерейский синода РПЦЗ в Нью-Йорке запретил в служении сразу девять священнослужителей Западно-Европейской епархии: протоиереев Вениамина Жукова, Михаила де Кастелбажака, Павла Пуарье, Раду Апостолеску, иереев Николая Семёнова, Квинтина де Кастелбажака, Николая Апостолеску, протодиаконов Сергия Всеволожского и Германа Иванова-Тринадцатого. Причинами этого решения названы «нарушение церковной дисциплины», «неповиновение Высшей Церковной Власти» и «отказ поминать за богослужениями назначенного Архиерейским Собором 2000 года Епархиального Архиерея Преосвященнейшего Епископа Амвросия». Под указом стояла подпись в том числе председателя Архиерейского синода РПЦЗ.
25 апреля 2001 года с достаточно решительным заявлением по поводу «изменения курса» РПЦЗ выступила группа клириков Канадской епархии, выразившая свое полное согласие с позицией епископов Варнавы, Вениамина и Агафангела и с заявлениями, исходящими от них и их духовенства.
2 мая 2001 года шесть иерархов РПЦЗ написали обращение к пастве Западно-Европейской епархии, в котором ссылаясь на митрополита Виталия, указали, что служение запрещенных клириков Западно-Европейской епархии «является страшным преступлением и лишает их священнодействия законности и благодатности» и призвали паству запрещенных священнослужителей «воздержаться от участия в неправильных и незаконных „священнодействиях“ вышеуказанных клириков». Откликаясь на это обращение, запрещенные клирики написали: «Архиереи, отступив от подлинного пастырского попечения о своих овцах, забыли евангельские слова о добром пастыре… Архиереи, признающие Московскую патриархию за подлинную Русскую Церковь, сами себя осудили как раскольники, подпадая под осуждение Зарубежной Церкви со стороны Московской патриархии…».
5 мая 2001 года принимается «Обращение клириков Западно-Европейской епархии» с призывом «объединиться единомысленному духовенству и пастве в России и в рассеянии и мощно противостоять новому курсу в нашей Церкви».
4 июня 2001 года в Каннах был проведён Епархиальный съезд Западно-Европейской епархии по председательством епископа Варнавы. Таким образом, в РПЦЗ появилось две разных Западно-Европейских епархии, одинаково не признающих друг друга и апеллирующих к авторитету митрополита Виталия. Отделившиеся клирики возлагали свои надежды на будущий новый собор РПЦЗ. Участники съезда заявили: «Мы вынуждены создать епархиальную структуру под омофором нашего Архиерея, Преосвященнейшего Епископа Варнавы, оставаясь под духовным авторитетом Блаженнейших Митрополитов Антония, Анастасия, Филарета и нынешнего Первоиерарха Русской Православной Зарубежной Церкви Высокопреосвященнейшего Митрополита Виталия».
10-13 июля 2001 года состоялось заседание Архиерейского Синода РПЦЗ. Синод оценил «Окружное послание» как ошибочное, после чего митрополит Виталий дал согласие уйти на покой. 13 июля постановлением Синода было определено, что до проведения внеочередного Архиерейского Собора временное руководство РПЦЗ возлагается на архиепископа Лавра (Шкурлу). В связи с этим на октябрь назначен внеочередной Архиерейский Собор РПЦЗ.

### Раскол в РПЦЗ в 2001 году
Сторонники Виталия вызвали во время Собора к зданию Синода полицию, утверждая, что там захвачен человек — митрополит Виталий. Недовольный происходящим митрополит Виталий покинул Собор и был увезён в Спасо-Преображенский скит в Мансонвилле, где за его подписью вышло «Чрезвычайное Послание», в котором говорилось о снятии подписи под прошением об уходе на покой и о возвращении себе прав главы РПЦЗ.

Желая предотвратить пагубные последствия неканонических действий нераскаянного «собора», направленных на любые формы диалога или слияние с экуменическим или, так называемым, «вселенским православием», видя нежелание со стороны большинства архиереев умирить и успокоить небывалое смущение среди наших священнослужителей и паствы, а также учитывая просьбы некоторых преосвященных и многочисленных чад Зарубежной Церкви, я со всей ответственностью заявляю, что снимаю, в согласии с Пар. 34-м Положения о РПЦЗ, свою подпись о своем добровольном уходе на покой и передаче моих полномочий архиепископу Лавру. Имя мое должно по-прежнему возноситься на богослужениях во всех храмах Русской Православной Зарубежной Церкви.

По запросу Синода, где предполагали, что престарелым иерархом манипулирует его окружение, было назначено психологическое освидетельствование; спустя три дня после выхода «Чрезвычайного заявления» вечером 1-го ноября 2001 года митрополит Виталий согласно судебному постановлению, выданному по запросу Нью-Йоркского Синода, был вывезен из Спасо-Преображенского скита в городе Мансонвилль для совершения над ним психиатрической экспертизы. Это произошло во время богослужения, для чего в алтарь храма вошли вооружённые полицейские, а также адвокаты епископа Торонтского, викария Монреальской и Канадской епархии Михаила (Донскова), уполномоченного Синодом на разрешение инцидента с митрополитом Виталием. Эти события были подробно описаны иеромонахом Владимиром (Целищевым) и Спиридоном Шнейдером, настоятелем прихода РПЦЗ в городе Ипсуич, штат Массачусетс. Психологическое освидетельствование было совершено без согласия на то самого митрополита Виталия, что дало основания его сторонникам говорить о начале гонений на «законного Первоиерарха РПЦЗ», желающего быть верным «традиционной позиции РПЦЗ». По оценке врача-психиатра больницы в городе Шербрук (Канада) г-жи Аллари митрополит Виталий оказался вполне компетентен, получив возможность и дальше заниматься своей профессией.
На том момент Синод митрополита Виталия, претендующий на право управления всей РПЦЗ, состоял из двух епископов: самого митрополита Виталия и епископа Варнавы (Прокофьева). Духовным и административным центром новой юрисдикции стал Спасо-Преображенский Мансонвилльский скит в Канаде.
Когда митрополит Виталий оказался на свободе, он был вовлечён в участие в хиротонии нового епископа. 3 ноября 2001 года был рукоположен Сергий (Киндяков) «в присутствии митрополита Виталия, но без его личного участия». Спустя два дня Варнава (Прокофьев) был возведён в сан «архиепископа Каннского и Европейского». Спустя непродолжительное время были рукоположены Владимир (Целищев) (6 ноября 2001) и Варфоломей (Воробьёв) (11 ноября 2001) — «против воли и без участия митрополита Виталия», тем самым положив начало епископату «Русской православной церкви за границей под омофором Митрополита Виталия». Хиротонии этих епископов вызывают нарекания в части соблюдения канонических норм.
За подписью митрополита Виталия был опубликован указ от 5 ноября 2001 года о возвращении первоначального юридического «названия нашей Церкви… — Русская Православная Церковь в Изгнании» — РПЦИ, о том, «что все так называемые „лишения санов“, „запрещения“, „заявления“, „определения“ и проч. со стороны захвативших власть в Синоде отступников считаются недействительными». Впрочем, в своём «Послании» от 7 декабря 2001 года митр. Виталий заявил, что

Увидев нестроения в нашей Церкви, я возвратил себе права главы Церкви. В ответ на это Синод архиеп. Лавра с участием епископов Михаила и Гавриила воздвиг на меня настоящие гонения. Меня подвергали арестам гражданские власти без малейшего указания какой-либо причины моей повинности. Исключительно ради очищения Церкви от подобных отступников с моим благословением и участием были совершены хиротонии новых епископов: еп. Сергия Мансонвилльского, еп. Владимира Сакраментского и еп. Варфоломея Гренадского, верных традиционному исповеданию Русской Православной Зарубежной Церкви, идя по стопам Митрополитов Антония, Анастасия и Филарета.

20 ноября 2001 года в «Заявлении Архиерейского Синода РПЦЗ» говорилось, что «наша Церковь должна именоваться по-прежнему Русской Православной Церковью Заграницей».
22 ноября 2001 года состоялась вторая попытка архиереев Нью-Йоркского Синода с помощью наёмных охранников увезти митрополита Виталия из Свято-Преображенского скита, однако эти действия были пресечены жандармерией провинции Квебек. Это позже свидетельствовал сам вл. Виталий в документе, заверенном канадским нотариусом Marie Gagne.
29 декабря 2001 года «Резолюция Пастырского Совещания канадского и американского духовенства по вопросу о прекращении евхаристического общения с Митрополитом Оропосским и Филийским Киприаном»: "Мы подтверждаем своими подписями Пункт 2-й Заявления Архиерейского Синода нашей Церкви за № 7/01/M от 26 октября/8 ноября 2001 г., [в котором говорится: «В согласии с постановлением Архиерейского Собора РПЦЗ 1974 г., О прекращении необдуманно установленного Собором РПЦЗ в 1994 г. евхаристического общения с Синодом Противостоящих под Председательством Митрополита Оропосского и Филийского Киприана, из-за его неправославного учения о Церкви (о больных и здоровых членах Церкви в области „правильного понимания веры“) и признания Таинств новостильников действительными (см. Митр. Киприан „Экклезиологические тезисы“, сс. 2 и 5)]».
Примером отношения РПЦЗ(В) к Московской Патриархии может служит цитата из «Рождественского Послания и Духовного Завещания Первоиерарха РПЦЗ(В)» 25 декабря / 7 января 2002 года Митрополит Виталий указал:

«Никогда не приобщайтесь к Московской Патриархии, которая была создана КГБ. Никогда не переходите в Московскую Патриархию, которую никак нельзя назвать Церковью. Русская православная церковь за рубежом есть истинная Церковь Христова, только в Ней пребывайте, исповедуйтесь, причащайтесь, крестите ваших детей, ибо это есть настоящая, Неподдельная Российская Церковь».

Кризис в РПЦЗ закончился образованием новой структуры, условно именуемой: РПЦЗ(В), формальным главой которой был митрополит Виталий (Устинов). Подавляющее большинство духовенства и мирян за границей остались верны Архиерейскому Синоду во главе с митрополитом Лавром. К РПЦЗ(В) примкнули лишь несколько священников в Америке и Канаде и восемь клириков во Франции. На территории бывшего СССР сложилась прямо противоположная ситуация: митрополита Виталия поддержали два епископа — Лазарь (Журбенко) и Вениамин (Русаленко) и около 60 священников, что составляло больше половины от числа всего духовенства, находящегося в России в юрисдикции Русской Зарубежной Церкви. Как писал Евгений Соколов: «раскол прошёл по семьям, разладил долголетние дружеские связи. Закипели страсти, послышались взаимные обвинения. Одни называли других отступниками и изменниками, те в свою говорили о раскольниках и разрушителях Церкви. Действительно страстных людей было меньшинство, но они, к сожалению, делали погоду».
На официальном сайте РПЦЗ митрополита Лавра давалась такая оценка мансонвильским документам, выходившим за подописью митрополита Виталия:

После же того, как Вл. Виталий оказался в Мансонвилле, никто из архиереев не мог беспрепятственно с ним встретиться, побеседовать без посторонних свидетелей, и ни один документ, на котором стоит подпись митрополита Виталия не был получен в условиях, исключающих злоупотребления. Даже неизвестно, знает ли сам Вл. Виталий о существовании документов, выходивших под его подписью из Мансонвилля.

Архиепископ Марк (Арндт): так оценил число отделившихся от РПЦЗ в 2001 году, указав, что в Западной Европе отделилась группа «всего из десяти человек: восемь священников и два дьякона — и они никак не могут выражать общее мнение Западно-Европейской епархии. За свою раскольничью деятельность все они были лишены священного сана за исключением двух человек, которые заблаговременно принесли покаяние. Что касается других епархий, то там брожение совершенно ничтожное. Даже в самой Канаде к этому движению примкнули всего два священника без приходов. Так что нельзя говорить о каком-то отделении, разделении — это явление совсем иных масштабов. Другое дело — наши приходы в России, где, по моим сведениям, отделились два архиерея».

### Отделение РИПЦ в 2002 году
Митрополита Виталия поддержали Лазарь (Журбенко) и Вениамин (Русаленко), иерархи «Русской истинно-православной церкви», входившей в состав РПЦЗ, однако несогласованность новых архиерейских поставлений с архиепископом Лазарем и епископом Вениамином побудили последних заявить о своей отчуждённости от РПЦЗ(В), прекращении поминовения митрополита Виталия и сосредоточении высшей церковной власти в России вокруг состоявшего из них же самих «Архиерейского Совещания Российских Преосвященных». Учитывая возможность скорого отделения российских епархий, митрополит Виталий (Устинов) в декабре 2001 года начал переговоры с ними, предлагая им на условиях компромисса сохранить единство с РПЦЗ(В) при получении значительной самостоятельности в церковном управлении. Вскоре в российских приходах было восстановлено поминовение имени Первоиерарха РПЦЗ(В) митрополита Виталия.
В марте 2002 года последовало распоряжение за подписью митрополита Виталия на имя архиепископа Лазаря (Журбенко), в котором Виталий благословляет последнему рукоположить новых архиереев и создать свой синод.
17 по 18 апреля 2002 года в Воронеже проходило II Всероссийское Совещание архиереев, духовенства и мирян РИПЦ. Главнейшим постановлением данного собрания было решение о необходимости скорого проведения хиротоний новых архиереев «Русской Истинно-Православной Церкви» и последующего преобразования «Архиерейского Совещания Российских Преосвященных» в Архиерейский Синод РИПЦ. В августе 2002 года архиепископ Лазарь (Журбенко) и епископ Вениамин (Русаленко) без согласования с Синодом РПЦЗ(В) совершили целый ряд архиерейских посвящений. Иеромонах Дионисий (Алфёров) был рукоположен во «епископа Боровического» (Новгородская область), архимандрит Ириней (Клипенштейн) во «епископа Верненского» (Казахстан), игумен Гермоген (Дуников) во «епископа Жлобинского» (Белоруссия) и иеромонах Тихон (Пасечник) во «епископа Щадринского».
Американские иерархи, составлявшие окружение престарелого митрополита Виталия и оказывавшие на последнего значительное влияние, поставили под сомнение каноничность новых архиереев РИПЦ.
21 августа 2002 года в РПЦЗ(В) был издан документ «Определение архиереев Русской Православной Церкви Заграницей относительно хиротоний, совершенных Архиепископом Лазарем и Епископом Вениамином», в котором констатировалось, что «самочинное умножение епископов, подчинённых Преосвященным Лазарю и Вениамину, выявляет их намерение принудить нашу Церковь на предоставление просимой ими автономии. Мы, архиереи Русской Православной Церкви Заграницей заявляем, что не приемлем ни этих антисоборных хиротоний, ни принудительных мероприятий для предоставления такой автономии. Кроме сего, Преосвященные Лазарь и Вениамин и поставленные ими епископы далеко не вызывают согласия всего нашего духовенства в России, ради которого нам надлежит по священному долгу прилагать все наши усилия. <…> Своими незаконными действиями Преосвященные Лазарь и Вениамин и иже с ними, поставляют себя вне состава Русской Православной Церкви Заграницей».
Апофеозом разраставшегося конфликта стало выпущенное 14 ноября 2002 года митрополитом Виталием и архиепископом Варнавой определение, согласно которому Лазарь (Журбенко), Вениамин (Русаленко) и всё подчиняющееся им духовенство исключались из юрисдикции РПЦЗ(В). С этого времени «Русская истинно-православная церковь» начала самостоятельное существование, хотя формальное поминовение Митрополита Виталия продолжилось до его смерти.

### Конфликт вокруг Виктора Мелехова, Иосифа Сандерленда и Спиридона Шнайдера
25 декабря 2002 года протопресвитер Виктор Мелехов, назвавшийся «секретарем РПЦИ», и протоиерей Иосиф Сандерленд распространили открытое письмо: «„Французская“ экклезиология и падение РПЦЗ», упрекавшее РПЦЗ(В) «в отступлении от православной экклезиологии и распространении в ней обновленческой экклезиологии». В том же месяце епископ Сакраментский Владимир отстранил протоиерея Иосифа Сандерленда от исполнения обязанностей благочинного за «поддержку узурпации Церковной власти и организации бунта против Священноначалия РПЦЗ со стороны пр. Виктора Мелехова».
12 января 2003 года от имени митрополита Виталия (Устинова), архиепископа Варнавы (Прокофьева) и епископа Сергия (Киндякова) было распространено заявление: «Ввиду неопределённости, создавшейся в связи с различными сообщениями в интернете касательно должности Синодального секретаря в Русской Православной Зарубежной Церкви под омофором Его Высокопреосвященства Митрополита Виталия, мы сочли необходимым напомнить, что с 23 октября/5 ноября 2001 года Синодальным секретарем является никто иной как: Митрофорный Протоиерей Вениамин Жуков».
18 января 2003 года было написано «Заявление по вопросу о. Виктора Мелехова» за подписями всех заграничных архиереев РПЦЗ(В), что «о. Виктора Мелехова следует считать как принятого в лоно Русской Православной Церкви Заграницей в сущем сане неосмотрительно, по причине неустановившегося ещё в то время нашего управления и отсутствия архива. Будучи запрещенным в священнослужении, Определением Архиерейского Синода Русской Православной Церкви Заграницей от 4/17 февраля 1987 года, как и все клирики, последовавшие в раскол за быв. Архимандритом Пантелеймоном, он вместе со всеми не принесшими покаяния и продолжавшими священнодействовать лишил сам себя сана. <…> Ныне бывший священник Виктор Мелехов может спасаться в лоне Русской Православной Церкви Заграницей как мирянин».
После этого решения вместе с Иосифом Сандерландом и Спиридоном Шнайдером вышел из РПЦЗ(В) и весной того же года вместе с руководимыми им приходами в Вустере (США), Москве и Санкт-Петербурге присоединился к греческому старостильному Синоду митрополита Каллиника.

### Уход Варнавы (Прокофьева)
Затем начался раздор между Варнавой (Прокофьевым) и канадскими епископами, которых Варнава обвинил в воздействии на престарелого Виталия. Однако в данном случае разногласия не получили продолжения в виде раскола, хотя на совещании 2003 года ряд действий Варнавы были признаны неканоническими.
28 ноября 2003 года окончательно была согласована и утверждена на Архиерейском синоде структура РПЦЗ(В), внутри которой бытовала сумятица и неразбериха, в основном на территории России, где главенствующее положение пытался занять архиепископ Варнава. Европейская епархия была разделена на три части, однако пожелавшим клирикам было разрешено остаться под управлением Варнавы. Размежевание между «французской» частью под руководством Варнавы и «канадской» во главе с Сергием обострилось после того, как глава Западно-Европейской епархии запретил в служении парижского протоиерея Вениамина Жукова, секретаря Архиерейского синода и фактического идеолога РПЦЗ(В), однако последний не признал этого решения и добился его аннулирования. 19 января 2004 года Варнава был освобождён от должности правящего архиерея Западно-Европейской епархии и определён на покой. Епархия была временно подчинена «Митрополиту Виталию при помощнике протоиерее Николае Семёнове».
8 июля того же года Варнава (Прокофьев) заявил о непризнании решения Архиерейского синода РПЦЗ(В) относительно определения архиепископа на покой, побуждение к диалогу с «неканоничной лазаревской группировкой», непризнание им соборных решений, «большинство из которых он сам подписывал», распространение «ложных сведений о ведении дел Архиерейским Синодом» был запрещён в священнослужении вплоть до принесения им покаяния. Одновременного протодиакону Герману Иванову-Тринадцатому был дан месячный срок на покаяние «в непрерывных выступлениях в пользу лазаревской группировки». После этого Варнава объявил себя первоиерархом РПЦЗ (В-В), в его юрисдикцию входят часть приходов в Западной Европе и России.
В феврале 2006 года архиепископ Варнава подал прошение о приёме в каноническую РПЦЗ, которое было удовлетворено в мае того же года. Однако подчинявшиеся ему приходы, образующие «Западно-европейскую епархию РПЦЗ», решения своего архиерея не поняли и не одобрили, продолжив существовать как отдельная юрисдикция. При этом практически сразу несколько приходов епархии обратились к РИПЦ с просьбой о присоединении, которая была удовлетворена.

### Раскол в РПЦЗ(В) в 2006 году
Тем временем, в РПЦЗ(В) назрел новый раскол. 23—25 ноября 2005 года Архиерейский собор РПЦЗ(В-В) вместо смещённого Варнавы (Прокофьева) избрал заместителем председателя Архиерейского синода епископа Антония (Орлова), возведя его в сан архиепископа. Однако поскольку формальный предстоятель РПЦЗ(В) митрополит Виталий был по состоянию здоровья уже не способен чем-либо управлять, Антоний (Орлов) решил, что теперь он является фактическим главой РПЦЗ(В). В этом его поддержал епископ Виктор (Пивоваров), но значительная часть клира и мирян РПЦЗ(В) этому воспротивились. Оппозицию Антонию (Орлову) и Виктору (Пивоварову) возглавили протоиерей Вениамин Жуков и епископ Владимир (Целищев).
15 июня 2006 года появилось «Обращение к Блаженнейшему Митрополиту Виталию» 33 клириков РПЦЗ(В), в котором говорилось: «из-за неканоничных действий навязываемых Вам архиепископом Антонием (Орловым) и епископом Виктором (Пивоваровым), пытающимися захватить власть в РПЦЗ(В), мы сим заявляем, что разделяем позицию членов Синода, Преосвященных Епископов Владимира и Варфоломея и Секретаря Синода, митрофорного протоиерея Вениамина Жукова, выраженную в письме к Вам от 21 мая/3 июня с.г.».
В июле 2006 года архиепископ Антоний (Орлов) и епископ Виктор (Пивоваров) вопреки мнению большинства епископов РПЦЗ(В) провели свой Собор в свечной мастерской Спасо-Преображенского скита в Мансонвилле, за что Собор получил название «Свечного», избрав епископами Стефана (Бабаева) и Дамаскина (Балабанова). Архиепископ Антоний и епископ Виктор также объявили о «физической изоляции и недееспособности Митрополита», несмотря на то, что несколькими неделями ранее они признавали дееспособность митрополита Виталия и его полномочия.
Попутно участники «Свечного собора» назвали свою группу «всей полнотой Русской Церкви», заявив, что «Русская православная церковь Заграницей является единственной, благодатной Поместной Российской Православной Церковью», объявив таинства Московской патриархии «безблагодатными», чего не делал ни один Архиерейский Собор РПЦЗ.
Остальные архиереи РПЦЗ(В) и митрополит Виталий упрекнули архиепископа Антония в том, что своим указом он «перешагнул» сразу через три церковные инстанции — через первоиерарха, через Архиерейский синод и через Архиерейский собор. Ответом на эти действия стало «Обращение Первоиерарха ко всем верным Архипастырям, пастырям и чадам Русской православной церкви Заграницей». Сторонники архиепископа Антония и епископа Виктора заявили, что данное обращение не принадлежит митрополиту, так как тот уже, по их мнению, был не в состоянии узнавать собственных архиереев и разбираться в происходящих событиях.
После этого действия архиепископ Антоний и епископ Виктор были осуждены от имени Архиерейского синода РПЦЗ(В). Двое «мятежных» епископов были запрещены в священнослужении за подписями первоиерарха, епископа Варфоломея, епископа Владимира и протоиерея Вениамина Жукова, однако, как утверждают члены группы Орлова и Пивоварова, никакого Синода не созывалось и все подписавшиеся находились за тысячи километров друг от друга и не могли поставить над документом свои подписи. Поэтому противоположной стороной это решение было объявлено неканоничным. Епископ Варфоломей (Воробьёв) позже заявил, что такого решения он не подписывал.
Позднее три епископа — Антоний (Рудей), епископ Анастасий (Суржик), епископ Владимир (Целищев), а также секретарь Архиерейского синода протоиерей Вениамин Жуков, имея на руках бумагу с подписью 96-летнего митрополита Виталия, подтвердили факт запрещения в священнослужении архиепископа Антония (Орлова) и епископа Виктора (Пивоварова) за «учинённый раскол» и попытку «отобрать власть у Первоиерарха».
Несогласные с проведением «Свечного собора» архиереи во главе с признанным ими дееспособным митрополитом Виталием продолжили называть себя лишь частью Русской православной церкви, что отражено в Положении о РПЦЗ.
Участники «Свечного собора» позже приняли решение о перенесении церковного управления в Россию с присвоением группе архиепископа Антония (Орлова) и епископа Виктора (Пивоварова) нового названия — «Российская православная церковь».

### Раскол в РПЦЗ(В) в 2007—2008 годы
Вскоре после смерти митрополита Виталия в РПЦЗ(В) произошёл новый раскол. Поводом стали все те же разногласия среди епископата. После смерти Митрополита Виталия († 25 сентября 2006 года) епископы, объединённые в Архиерейский Синод РПЦЗ (В), вынесли решение о том, что вплоть до избрания нового Первоиерарха во всех церквах должно возноситься имя старшего по хиротонии архиерея — Владимира (Целищева), епископа Сан-Францисского и Западно-Американского (с осени 2009 — архиепископ).
21 ноября 2006 года сторонниками Секретаря Архиерейского Синода протоиерея Вениамина Жукова был опубликован указ от имени епископа Варфоломея (Воробьёва) и епископа Антония (Рудей) об отправке епископа Анастасия (Суржика) на покой. Епископ Анастасий (Суржик) указа не признал и его поддержал епископ Владимир (Целищев). После этого, в ноябре 2007 года епископ Антоний (Рудей) единолично, но как он утверждает, с согласия епископа Варфоломея (Воробьёва) совершил епископские хиротонии: архимандрита Серафима (Скуратова) во епископа Бирмингемского, а иеромонаха Романа (в миру — протоиерея Раду Апостолеску) во епископа Брюссельского, и прервал молитвенное общение с епископом Анастасием (Суржиком), создав свою юрисдикцию с центром в республике Молдова (условно РПЦЗ(М), также известна как «Истинно-Православная Церковь Молдовы»).
21 ноября 2007 года епископ Антоний (Рудей) опубликовал сообщение об увольнении на покой «епископа Владивостокского и Дальневосточного» Анастасия (Суржика). Данное деяние максимально накалило внутреннюю атмосферу в РПЦЗ(В) и епископом Владимиром (Целищевым) признано не было. По мнению наблюдателей, за столь радикальными действиями и заявлениями Антония стоит секретарь Архиерейского Синода РПЦЗ(В) парижский протоиерей Вениамин Жуков.
В декабре 2007 года в городе Алексине Тульской области состоялось собрание представителей российских приходов РПЦЗ(В), которое подвергло резкой критике «бездействие» епископа Антония (Рудей) в делах внутрицерковной жизни и его «разрушительную деятельность» на уровне Церкви, выраженную в нежелание участвовать в планируемом Архиерейском Соборе.
9 января 2008 года епископ Антоний (Рудей) объявил об отделении от двух других епископов РПЦЗ(В-В) и провозгласил независимость новообразованной Истинно-православной церкви Молдавии. Тогда же стало известно о совершённых им хиротониях. По мнению наблюдателей, за столь радикальными действиями и заявлениями Антония стоит секретарь Архиерейского Синода РПЦЗ(В) парижский протоиерей Вениамин Жуков.
Таким образом РПЦЗ(В) раскололась на три церковных организации, не признающих друг друга и считающих единственно себя продолжательницей и исторической наследницей РПЦЗ.

## Епископы РПЦЗ (В) в 2001—2008 годах
В составе РПЦЗ (В) до окончательного разделения на фракции в апреле 2008 года были следующие иерархи: 
- Виталий (Устинов), митрополит Восточно-Американский и Нью-Йоркский (27 октября 2001 — 25 сентября 2006, умер)
- Варнава (Прокофьев), епископ Каннский и Европейский (27 октября 2001 — 28 ноября 2003), архиепископ Каннский и Западно-Европейский (28 ноября 2003 — 19 января 2004), отправлен сначала на покой, а 19 ноября 2004 года лишён сана
- Сергий (Киндяков), епископ Мансонвилльский (3 ноября 2001 — 28 ноября 2003), архиепископ (до 23 ноября 2005 — епископ) Монреальский и Восточно-Канадский (28 ноября 2003 — 10 апреля 2006, умер)
- Владимир (Целищев), епископ Сакраментский (6 ноября 2001 — 28 ноября 2003), епископ Сан-Францисский и Западно-Американский (28 ноября 2003 — 7 апреля 2008, создана РПЦЗ(В-В))
- Варфоломей (Воробьёв), епископ Гренадский (11 ноября 2001 — 28 ноября 2003), епископ Эдмонтонский и Западно-Канадский (28 ноября 2003 — 7 апреля 2008, на покое в РПЦЗ(В-В))
- Антоний (Рудей), епископ Бэлтский, викарий Европейской епархии (28 июня 2003 — 28 ноября 2003), епископ Бэлтский и Молдовский (28 ноября 2003 — 9 января 2008, создана РПЦЗ (М))
- Анастасий (Суржик), епископ Владивостокский и Дальневосточный (29 июня 2003 — 7 апреля 2008, создана РПЦЗ(В-В))
- Виктор (Пивоваров), епископ Славянский, викарий Европейской епархии (30 июня 2003 — 28 ноября 2003), епископ Славянский и Южно-Российский (28 ноября 2003 — 29 июля 2006, создана РПЦЗ(В-А))
- Антоний (Орлов), архиепископ (до 23 ноября 2005 — епископ) Лос-Анджелесский и Южно-Американский (7 июля 2004 — 29 июля 2006), заместитель Первоиерарха (23 ноября 2005 — 29 июля 2006, создана РПЦЗ(В-А))

## Идеология
Данная юрисдикция именовала себя исторической Русской православной зарубежной церковью, наследницей тысячелетней Русской церкви, не признавая в таком качестве ни Московский патриархат, ни РПЦЗ во главе с митрополитом Лавром, ни какие-либо иные православные юрисдикции. Приверженцев РПЦЗ(В) отличало крайне враждебное отношение к Московской патриархии, которую они расценивали как лже-церковь, обосновывая это возникшим в 1920-х годах расколом между московской церковной властью и «авторитетными российскими Святыми Новомучениками (напр., митрополитом Иосифом (Петровых) и архиепископом Феодором (Поздеевским)»), а также из-за участия церковного управления Московской патриархии в экуменизме.